# Li Ruofan
Li Ruofan (chinesisch 李若凡, Pinyin Lǐ Ruòfán; * 30. April 1978 in Suzhou (Jiangsu)) ist eine chinesische Schachspielerin, die von 2007 bis 2017 für den Schachverband Singapurs spielte.

## Leben
Li Ruofan lernte das Schachspielen in einer Schachschule in Suzhou. Sie ist verheiratet mit dem Schachgroßmeister Zhang Zhong, mit dem sie gleichzeitig zum Schachverband Singapurs wechselte. Im November 2017 wechselten beide in den chinesischen Schachverband zurück. Als ihr schachliches Vorbild nennt sie Alexander Aljechin.

## Erfolge
Im September 2001 gewann sie in Chennai die asiatische Fraueneinzelmeisterschaft mit 9 Punkten aus 11 Partien und einem halben Punkt Vorsprung vor S. Vijayalakshmi. 2002 gewann sie die Weltmeisterschaft des Hochschulverbandes FISU in Ulaanbaatar. Im Oktober 2003 gewann sie das GACC-Frauenturnier in Kuala Lumpur mit 8 aus 8 Punkten und 3 Punkten Vorsprung. Chinesische Frauenmeisterin wurde sie im Juli 2006 in Wuxi mit 8,5 aus 11 und einem Punkt Vorsprung vor Wang Pin. Im Februar 2007 gewann sie das JAPFA Schachfestival in Jakarta mit 5 aus 6 und 2 Punkten Vorsprung. Das Festival gewann sie erneut im April 2008.
Sie ist Großmeister der Frauen (WGM). Seit November 2007 trägt sie zusätzlich den Titel Internationaler Meister (IM). Die Normen für den IM-Titel erreichte sie beim Qingdao Chess Festival 2002, dem Singapur Open 2005 und beim 4. IGB Dato Arthur Tan Malaysian Open 2007 in Kuala Lumpur. Ihre Elo-Zahl beträgt 2302 (Stand: März 2022), damit liegt sie auf dem 14. Platz der chinesischen Elo-Rangliste der Frauen. Zuletzt unter den besten 25 der Frauenweltrangliste war sie im Januar 2003. Ihre höchste Elo-Zahl war 2433 von Januar bis September 2003.

## Nationalmannschaft
Sie spielte für das B-Team der chinesischen Frauennationalmannschaft bei der Asienmeisterschaft 1999 in Shenyang am zweiten Brett. Die Mannschaft belegte den zweiten Platz. Mit Singapur nahm sie an der Schacholympiade 2012 teil.

## Vereine
In der chinesischen Mannschaftsmeisterschaft spielte Li Ruofan von 2005 bis 2008 für Guangdong, 2013 für Beijing North Olympic und 2018 für Hangzhou Bank.